# Sainte-Croix (Dordogne)
Sainte-Croix – miejscowość i gmina we Francji, w regionie Nowa Akwitania, w departamencie Dordogne.
Według danych na rok 1990 gminę zamieszkiwały 94 osoby, a gęstość zaludnienia wynosiła 7 osób/km² (wśród 2290 gmin Akwitanii Sainte-Croix plasuje się na 1082. miejscu pod względem liczby ludności, natomiast pod względem powierzchni na miejscu 855.).